# Castell de Sant Antolí
El castell de Sant Antolí és una fortificació del poble de Sant Antolí, al terme municipal de Ribera d'Ondara (Segarra) declarat bé cultural d'interès nacional. Documentat a finals del segle xi. El castell de Sant Antolí es va bastir a mitjans del segle xi. L'any 1251 Jaume I fou el senyor eminent del terme, tot i que l'enfeudà als Queralt. El 1307 Pere el Cerimoniós, va empenyorar el castell i altres llocs a Alamanda, senyora de Pere de Queralt. Tot i que Alfons el Magnànim va declarar el terme de Sant Antolí unit a la corona el 1420, durant el segle xv passà als Aimeric. Posteriorment, a partir d'aliances matrimonials passà als Erill fins al segle xix.
Edifici situat a la part alta del poble i adossat a dependències agrícoles de construcció moderna, se'ns presenta de planta quadrada amb coberta a doble vessant. L'edifici s'estructura a partir de planta baixa i primer pis. A la planta baixa es conserven les cavallerisses i al primer pis s'utilitza com a magatzem de maquinària agrícola. Té dos portes d'accés al seu interior en funció de les necessitats pertinents. L'una situada a la façana lateral i dona accés a l'interior del primer pis, d'altra està situada a la façana principal i dona directament a les cavallerisses. L'espai interior de la planta baixa es troba compartimentat per sis espais coberts per volta de creueria. Aquests espais són delimitats per dos pilars de planta quadrats i arcs apuntats. El tipus d'obra està realitzat amb carreus perfectament escairats.